# Wilhelm von Ploetz
Wilhelm Albert von Ploetz (* 10. Januar 1825 in Wriezen; † 30. April 1885 in Charlottenburg) war ein preußischer Generalleutnant.

## Leben

### Herkunft
Wilhelm entstammte dem neumärkischen Uradelsgeschlecht von Ploetz. Er war der älteste Sohn des preußischen Majors Otto von Ploetz (1792–1867) und dessen Ehefrau Julie, geborene Dahlhoff (1803–1884). Sein Bruder Otto (* 1834) wurde preußischer Major und avancierte nach seiner Verabschiedung zum General der ägyptischen Armee.

### Militärkarriere
Nach dem Besuch des Französischen Gymnasiums sowie der Kadettenhäuser in Potsdam und Berlin wurde Ploetz am 9. August 1842 als Sekondeleutnant dem 24. Infanterie-Regiment der Preußischen Armee überwiesen. Zur weiteren Ausbildung absolvierte er von Oktober 1846 bis März 1848 die Allgemeine Kriegsschule und war anschließend kurzzeitig zur Gewehrfabrik nach Sömmerda kommandiert. 1849 nahm Plotz als Bataillonsadjutant an der Niederschlagung des Iserlohner Aufstandes sowie in Baden an den Gefechten bei Hornburg, Iffezheim und Muggensturm teil. Anfang April 1853 wurde er Regimentsadjutant, stieg ein Jahr später zum Premierleutnant auf und war im März 1858 zum 3. kombinierten Reserve-Bataillon kommandiert. Ende des Monats erfolgte seine Versetzung in das Garde-Jäger-Bataillon. Ploetz avancierte als Hauptmann Ende Juni 1860 zum Kompaniechef und wurde in dieser Eigenschaft am 9. November 1860 in das Rheinische Jäger-Bataillon Nr. 8 nach Wetzlar versetzt. Unter Beförderung zum Major erhielt Ploetz 1866 bei der Mobilmachung anlässlich des Deutschen Krieges das Kommando über das III. Bataillon im Westfälischen Füsilier-Regiment Nr. 37, dass er bei Nachod, Skalitz, Schweinschädel und Königgrätz führte. Für sein Wirken mit dem Kronen-Orden III. Klasse mit Schwertern ausgezeichnet, war er nach dem Friedensschluss von November 1866 bis Mitte Juni 1869 Kommandeur des in Schrimm stationierten II. Bataillons. Daran schloss sich eine Verwendung als Kommandeur des Ostpreußischen Jäger-Bataillons Nr. 1 in Braunsberg an. Nach der Mobilmachung des Krieges gegen Frankreich zum Oberstleutnant befördert, nahm er mit seinem Verband an den Schlachten bei Colombey, Noisseville und Amiens sowie der Belagerung von Metz teil.
Von Ende Januar bis Anfang März 1871 war Ploetz Führer des 7. Ostpreußischen Infanterie-Regiments. Neben beiden Klassen des Eisernen Kreuzes wurde ihm das Mecklenburgische Militärverdienstkreuz II. Klasse verliehen. Nach dem Frieden von Frankfurt wurde er am 4. November 1871 als Kommandeur des Grenadier-Regiments „König Friedrich Wilhelm IV.“ (1. Pommersches) Nr. 2 nach Stettin versetzt und Mitte Januar 1872 zum Oberst befördert. Unter Beförderung zum Generalmajor wurde Ploetz am 29. Juni 1877 zu den Offizieren von der Armee versetzt und am 14. August 1877 beauftragte man ihn mit der Führung der 25. Infanterie-Brigade in Münster. Am 8. September 1877 erfolgte seine Ernennung zum Brigadekommandeur und ab Ende August 1878 war er zugleich mit der Wahrnehmung der Geschäfte als Kommandant von Münster beauftragt. Anlässlich des Ordensfestes erhielt er im Januar 1880 den Roten Adlerorden II. Klasse mit Eichenlaub. Aufgrund einer Augenkrankheit, die zur Erblindung eines Auges führte, musste er seinen Abschied einrichten. Ploetz wurde daraufhin unter Verleihung des Kronen-Ordens II. Klasse mit Stern und Schwertern am 15. April 1882 mit Pension zur Disposition gestellt. Nach seiner Verabschiedung verlieh ihm Kaiser Wilhelm I. am 20. September 1884 den Charakter als Generalleutnant.
Er wurde nach seinem Tod am 3. Mai 1885 auf dem Luisenfriedhof in Charlottenburg beigesetzt.

### Familie
Ploetz verheiratete sich am 21. Juni 1855 in Spandau mit Marie von Rheinbaben (1829–1923). Aus der Ehe gingen die Kinder Marie (* 1856), Friedrich (1858–1888) und Luise (* 1858) hervor.